# Слынчоглед
Слынчоглед (болг. Слънчоглед) — село в Болгарии. Находится в Кырджалийской области, входит в общину Джебел. Население составляет 219 человек.
Название села по болг. Слънчоглед означает подсолнух (подсолнечник).

## Политическая ситуация
В местном кметстве Слынчоглед, в состав которого входит Слынчоглед, должность кмета (старосты) исполняет Танер Юсуф Сюлейман (Движение за права и свободы (ДПС)) по результатам выборов правления кметства.
Кмет (мэр) общины Джебел — Бахри Реджеб Юмер (Движение за права и свободы (ДПС)) по результатам выборов в правление общины.